# Magdalenatapakul
Magdalenatapakul (Scytalopus rodriguezi) är en starkt utrotningshotad
fågel i familjen tapakuler som enbart förekommer i Colombia.

## Utseende och läten
Magdalenatapakulen är en 11 cm lång typisk Scytalopus-tapakul med övervägande skiffergrå fjäderdräkt, på buken något beigebandad. Den känns lättast igen på lätet, bland de mest anspråkslösa i släktet med en enkel ton som upprepas fyra till fem gånger per sekund med två till fem fraser i stöten.

## Utbredning och systematik
Magdalenatapakul delas in i två distinkta underarter:
- S. r. rodriguezi – förekommer i övre Magdalenadalen i Colombia
- S. r. yariguiorum – förekommer i norra Colombia (Serranía de los Yariguíes, Santander)

## Status och hot
IUCN kategoriserar den som starkt hotad.